# 荻原和歌
荻原 和歌（おぎわら わか、1974年3月7日 - ）は、日本の料理研究家。山形県鶴岡市出身。

## 人物
編集職、フリーランスの編集・ライターを経て、忙しい生活にフィットするレシピを提供する料理研究家。「R25」では「和歌ネエ」の名で知られた。タイムラインエージェンシー所属。

## 略歴
- 1974年（昭和49年） - 山形県鶴岡市に生れる。
- 1986年（昭和61年） - 鶴岡市立朝暘第一小学校卒業
- 1989年（平成元年）[元号要検証] - 鶴岡市立鶴岡第三中学校卒業
- 1992年（平成4年） - 酒田南高等学校卒業
- 1996年（平成8年） - 成蹊大学文学部卒業

## 著作物

### 著書
- 2008年（平成20年）10月 - 『R25 酒肴道場』 三笠書房 ISBN 978-4-8379-6465-0
- 2009年（平成21年）4月 - 『ドかんたん・レシピ』 主婦の友社 ISBN 978-4-07-266353-0
  - 5月 - 『野菜で100品！』 三笠書房 ISBN 978-4-8379-6499-5
  - 5月 - 『和歌ネエの男前ごはん - 簡単ごちそうレシピ集 - 』 広済堂あかつき ISBN 978-4331513866
- 2010年（平成22年）6月 - 『R25 おつメシ道場』 三笠書房
- 2012年（平成23年）11月 - 『R25酒肴道場　決定版』 メディアファクトリー
- 2013年（平成24年）5月 - 『凍らせレシピ』メディアファクトリー

### 共著
- 2004年（平成16年） - 『奇蹟のテーブル』 奥田政行、酒井天美、鶴田純也、福田進一、ほか共著者多数 「奇蹟のテーブル」刊行委員会 ISBN 4-9903092-0-0
- 2010年（平成22年） - 『城下町鶴岡 町人まち　ブックレット』

### メディア出演
TV『はなまるマーケット』（TBS）『とくダネ』(フジテレビ)『めざせ！会社の星』（NHK）『おねがいランキング』『仕分け∞』（テレビ朝日）『L４you』(テレビ東京)
ラジオ『焼酎ダイニングYASU』雑誌『七緒』『LEE』『CREA』
その他多数。

## 参考資料・外部リンク
- 荻原和歌オフィシャルブログ  ※2011.6現在こちらのブログで統一